# Рубашкин, Борис Семёнович
Бори́с Семёнович Руба́шкин (настоящая фамилия Чернорубашкин; 17 июня 1932, София — 12 мая 2022, Зальцбург) — австрийский и русский оперный певец (баритон), исполнитель русских и цыганских песен и романсов.

## Биография
Родился в семье донского казака Семёна Терентьевича Чернорубашкина (родом с юга России — сегодня это Даниловский район Волгоградской области), бежавшего семнадцатилетним юношей, после ликвидации большевиками старшего брата, виновного в массовых убийствах мирного населения, сначала в Турцию, а затем в Болгарию, и болгарки Теодоры Лиловой. Назван был Борисом в честь царя Болгарии Бориса III, крещён по казачьему обычаю.
С детства увлекался музыкой, танцами, посещал хореографический кружок. Получил первую «взрослую» работу, не имея образования. Собирал дневную выручку в магазинах, выполняя роль инкассатора.
Был принят по конкурсу в танцевальный ансамбль МВД Болгарии. За два года смог стать солистом. Параллельно учился в экономическом институте.
По личным причинам был вынужден уехать «доучиваться» в Прагу. В 1962 году, по окончании учебной визы, не вернулся в Болгарию, а эмигрировал вместе с первой женой в Австрию.
Согласно легенде, Борис во время учебы в Праге подрабатывал мойкой машин. Однажды ему встретилась посольская машина. Австрийский дипломат помог ему сделать документы, по которым он проходил как шофёр посольства. По личным каналам в посольстве Югославии тот же дипломат помог сделать визу жене певца.
Первое время Борис Чернорубашкин работал на заводе. Потом устроился певцом в ресторан «Жар-птица».
В 1967 году артист выиграл конкурс на должность баритона в Зальцбургской опере и закончил выступления в ресторанах.
В начале 1970-х певец окончательно взял творческий псевдоним Рубашкин. Тогда же по заказу французского издателя Рубашкин написал музыку и поставил на сцене знаменитый танец «Казачок».
В 1989 году Борис Рубашкин стал первым из ранее запрещённых в СССР певцов, кто приехал с концертами в Москву. На его выступлении в Театре эстрады на Берсеневской набережной ему аккомпанировал оркестр под руководством Петра Худякова, эмигранта второй волны, живущего в Австрии и возглавляющего один из «осколков» хора донских казаков Сергея Жарова.
Запись концерта в Московском государственном театре эстрады 31 января 1989 года была выпущена в том же году в альбоме «Борис Рубашкин в Москве» советской фирмой «Мелодия» (С60 28743 000). Певец исполнял русские народные песни и попурри из советских песен.
В 1992-м году поставил оперу Дж. Пуччини «Богема» в Омском государственном музыкальном театре. 
Скончался Борис Рубашкин 12 мая 2022 года.

## Фильмография
- 1991 — Дикое поле — атаман Сидор
- 1992 — Вверх тормашками — профессор Головастый
- 1993 — На Муромской дорожке  — эпизод
- 2009 — Правосудие волков — уличный певец